# Тимчук Іван Матвійович
Іван Матвійович Тимчук (1 (14) лютого 1901 — 17 жовтня 1982) — радянський господарський діяч, Герой Радянського Союзу (1944). У роки німецько-радянської війни комісар 1-ї антифашистської партизанської бригади, секретар Логойського підпільного райкому партії Мінської області, капітан.

## Біографія
Народився 1 (14) лютого 1901 року в селі Грушка (нині Тлумацького району Івано-Франківської області, Україна) у селянській родині. Українець.
Брав участь у Громадянській війні.
В 1919—1926 роках у Червоній Армії
У 1924 році закінчив Смоленське військово-політичне училище, з того ж року став членом ВКП(б). В 1929 році закінчив комвуз в Харкові. Працював економістом в радгоспі «Більшовик» Мінської області, потім керував звірорадгоспами у Молодечненської області Білорусі.
З 1941 року знов у РСЧА. На фронтах німецько-радянської війни з червня 1941 року.
З лютого 1942 по лютий 1943 року — комісар партизанського загону «Месник», що діяв в Мінській області, на базі якого була створена партизанська бригада «Народні месники». Одночасно — секретар Логойського підпільного райкому партії.
З вересня 1943 року — комісар, в травні — липні 1944 року — командир 1-ї антифашистської партизанської бригади Мінської області.
З 1944 року — заступник голови Держплану БРСР.
У 1956 році закінчив Вищу партшколу при ЦК КПРС.
В 1960—1968 роках — голова Держкомітету Ради Міністрів БРСР з охорони природи.
Жив у Мінську. Помер 17 жовтня 1982 року. Похований на Східному (Московському) кладовищі в Мінську (ділянка № 26).

## Звання та нагороди
1 січня 1944 року Івану Матвійовичу Тимчуку присвоєно звання Героя Радянського Союзу.
Також нагороджений:
- 2-ма орденами Леніна
- орденом Трудового Червоного Прапора
- орденом Червоної Зірки
- орденом «Знак Пошани»
- медалями